# Denis Villeneuve
Denis Villeneuve (wym. /dəˈni vilˈnœv/, ur. 3 października 1967 w Bécancour) – kanadyjski reżyser i scenarzysta filmowy.

## Życiorys
Jest trzykrotnym zwycięzcą Nagrody Genie dla najlepszego reżysera za filmy: Maelström w 2001 roku, Politechnika w 2010 i Pogorzelisko w 2011.
Jego film Pogorzelisko reprezentował Kanadę na 83. ceremonii wręczania Oscarów w kategorii najlepszego filmu nieanglojęzycznego i znalazł się na liście nominowanych do nagrody.
Zasiadał w jury konkursu głównego na 71. MFF w Cannes (2018).

## Filmografia
- 1990: La Course Destination Monde – film krótkometrażowy, jako reżyser;
- 1994: REW-FFWD – film krótkometrażowy dokumentalny, jako reżyser i scenarzysta;
- 1996: Kosmos jako reżyser i scenarzysta;
- 1998: 32 sierpnia na Ziemi (August 32nd on Earth) jako reżyser i scenarzysta;
- 2000: Maelström jako reżyser i scenarzysta;
- 2008: Next Floor – film krótkometrażowy, jako reżyser;
- 2009: Politechnika (Polytechnique) jako reżyser i scenarzysta;
- 2010: Pogorzelisko (Incendies) – nominowany do Oscara, jako reżyser i scenarzysta;
- 2013: Labirynt (Prisoners) jako reżyser;
- 2014: Wróg (Enemy) jako reżyser;
- 2015: Sicario jako reżyser;
- 2016: Nowy początek (Arrival) jako reżyser;
- 2017: Blade Runner 2049 jako reżyser;
- 2021: Diuna jako reżyser, scenarzysta i producent;
- 2024: Diuna: Część druga jako reżyser, scenarzysta i producent.

## Nagrody i odznaczenia
- Order Kanady – 2017, Kanada[5];
- Nagroda Hugo za najlepszą prezentację dramatyczną za film Nowy początek w 2017[6];
- Grand Prix Brazylijskiej Akademii Filmowej dla najlepszego filmu zagranicznego za Nowy początek w 2017;
- Canadian Screen Award za największe osiągnięcie w reżyserii za film Wróg w 2014[7];
- Nagroda Genie za największe osiągnięcie w reżyserii oraz za najlepszy scenariusz za Pogorzelisko w 2011[1];
- Nagroda Genie za największe osiągnięcie w reżyserii za Politechnika  w 2010[8];
- Nagroda Genie za największe osiągnięcie w reżyserii oraz za najlepszy scenariusz za Maelström w 2001[8].